# 华南理工大学新闻与传播学院
华南理工大学新闻与传播学院（简称：华工新传学院）是华南理工大学下属的文科学院，成立于2004年。

## 历史沿革
华工新传学院的历史可追溯至2002年的文化传播系。2002年4月，华工将社会科学系和艺术教育中心合并组建人文社会科学学院，文化传播系为该新学院增设的系。
2004年7月，由于华工入驻大学城后拓展了办学空间，学校在原有工商管理学院、人文社会科学学院的基础上新建了多个文科学院，其中包括新闻与传播学院。
2006年，学院成功申报传播学二级学科硕士学位授权点，开始招收硕士研究生；2012年，开始招收博士研究生。
2022年7月18日，学院正式获批博士学位授权，下设新闻学、传播学、计算广告与品牌传播学等三个博士专业方向。

## 组织机构
| - 新闻传播系 - 品牌传播系 - 视听传播系 - 网络传播系 - 实验教学中心（属国家级文科综合实验教学示范中心） - 人文素质教育中心 | - 学院学术委员会 - 学院职称评审委员会 - 学位评定委员会分委员会 - 学院本科教学指导委员会 | - 院长：苏宏元 - 党委书记：冯向阳 - 副院长：陈娟、曹小杰 - 党委副书记：刘涛 |

## 学术科研

### 教学项目
截至2020年6月，新传学院共有如下的研究生学位授权点和本科专业：
- 博士学位授权点：
  - 二级学科：马克思主义新闻传播研究、组织传播与管理
- 硕士学位授权点：
  - 一级学科：新闻传播学
  - 二级学科：新闻学、传播学影视传播、传播学网络传播、传播学品牌传播、跨文化传播
- 专业硕士学位点：新闻与传播硕士
- 本科专业：新闻学、传播学、广告学

### 研究中心
| - 客家文化研究所 - 南方影视传播研究中心 - 品牌传播研究所 - 南派纪录片创作与研究中心 - 跨文化传播研究中心 - 传播法与传播伦理研究中心 - 数据分析与信息可视化研究中心 - 公共外交与跨文化传播研究基地 | - 广东省大数据与计算广告工程技术研究中心 - 中国陶瓷产业发展和品牌研究中心 - 社会计算研究所 - 网络舆论研究中心 - 科学传播研究中心 - 南方传媒研究所 - 广东省新媒体与品牌传播创新应用重点实验室 - 广东省大数据与计算广告工程技术研究中心 |

## 事件
因爆发新冠肺炎疫情，2020年应届毕业生的就业情况受到了较大程度的影响。新传学院于6月5日在其微信公众号上发表倡议书，希望校友能为学院应届毕业生在就业上提供帮助；同时发布其就业数据：本科生就业率35.17%、签约率14.48%，研究生就业率48.53%；但该文章在第二天就被删除。消息一出舆论哗然，引发了社会对大学生就业升学情况和新传本科生出路的关注。